# Прігорія (комуна)
Прігорія (рум. Prigoria) — комуна у повіті Горж в Румунії. До складу комуни входять такі села (дані про населення за 2002 рік):
- Букшана (931 особа)
- Бурлань (163 особи)
- Добрана (321 особа)
- Зорлешть (511 осіб)
- Келугеряса (676 осіб)
- Негоєшть (392 особи)
- Прігорія (539 осіб)

Комуна розташована на відстані 202 км на захід від Бухареста, 32 км на схід від Тиргу-Жіу, 83 км на північ від Крайови.

## Населення
За даними перепису населення 2002 року у комуні проживали 3533 особи.
Національний склад населення комуни:
| Національність | Кількість осіб | Відсоток |
| -------------- | -------------- | -------- |
| румуни         | 3532           | > 99,9%  |
| угорці         | 1              | < 0,1%   |

Рідною мовою назвали:
| Мова      | Кількість осіб | Відсоток |
| --------- | -------------- | -------- |
| румунська | 3532           | > 99,9%  |
| угорська  | 1              | < 0,1%   |

Склад населення комуни за віросповіданням:
| Релігія       | Кількість осіб | Відсоток |
| ------------- | -------------- | -------- |
| православні   | 3450           | 97,7%    |
| бретрени      | 33             | 0,9%     |
| п'ятдесятники | 13             | 0,4%     |
| лютерани      | 11             | 0,3%     |
| не релігійні  | 9              | 0,3%     |
| баптисти      | 8              | 0,2%     |
| адвентисти    | 5              | 0,1%     |
| римо-католики | 4              | 0,1%     |